# Аймон Савойски
Вижте пояснителната страница за други личности с името Аймон Савойски.
Аймон Савойски, наречен „Миролюбивият“ (на италиански: Aimone di Savoia, il Pacifico; * 15 декември 1273, Бург ан Брес, днешна Франция; † 22 юни 1343, Монмелиан, пак там) от Савойска династията, е от 1329 г. 16-и граф на Савоя, граф на Аоста и на Мориен. Получава прозвището си заради мъдрото си управление и заради добрите си закони.

## Произход
Аймон, според френския историк Самюел Гишенон, е третият син на Амадей V (* 1252, † 1323), граф на Савоя, на Аоста и Мориен, и на първата му съпруга Сибила или Симона дьо Божè (* 1255, † 1294). Негови дядо и баба по бащина линия са Томас II, граф на Пиемонт, и Беатрис Фиески, а по майчина – владетелят на Боже и Брес Гиг II дьо Боже и Дофина дьо Сен Боне (а не Беатрис Монфератска, дъщеря на Вилхелм VI Монфератски). Има двама братя и пет сестри:
- Бона (* 1275, † 1993/1300), дофина на Виен и графиня на Албон, Гренобъл, Уазан, Бриансон, Амбрюн и Гап като съпруга на Жан I, и господарка на Монбрисон като съпруга на Хуго I Бургундски
- Еленора (* 1279, † 1324), графиня на Оксер и на Тонер като съпруга на Вилхелм от Шалон, господарка на Сент Ермин като съпруга на Дрьо IV дьо Мело и графиня на Форез като съпруга на Жан I.
- Жан (* 1280, † 1284)
- Беатрис (* 1281, † пр. 1294)
- Едуард „Либералният“ (* 1274, † 1329), граф на Савоя, на Аоста и на Мориен (1323 – 1329), съпруг на Бланш Бургундска
- Агнес (* 1286, † 1322), графиня на Женева като съпруга на Вилхелм III
- Маргарита (* 1280, † 1339), маркграфиня на Монферат като съпруга на Жан I

Освен това има четири природени сестри от втория брак на баща си, сред които Анна (* 1306, † 1359), императрица на Византия като съпруга на Андроник III.

## Биография

### Начални години
Аймон е роден на 15 декември 1291 г. в градчето Бург ан Брес, когато най-големият му брат Жан вече е починал. Вече е починал и бащиният му чичо, графът на Савоя Филип I, наследен от бащата на Аймон, Амадей като Амадей V.
В началото на 1294 г. майка му Сибила пише завещание, в което разпределя различно наследство на съпруга и на петте си все още живи деца, включително Аймон. През 1307 г. баща му Амадей V пише завещание, в което обявява Едуард, най-големият от синовете си, за свой единствен наследник в Контадо, Савоя, и също така определя различните завещания както на децата от първия си брак, включително Аймон, така и на евентуалните от втория му брак.
Баща му Амадей V умира през 1323 г., докато е в Авиньон, за да се срещне с папа Йоан XXII, за да го подтикне да предприеме кръстоносен поход в полза на Византийската империя, която се поддава под атаките на Османската империя. Той е наследен от по-големия брат на Аймон, Едуард.
Аймон получава църковно образование и е каноник на катедралите в Лион и Париж. Докато се подготвя да последва краля на Франция в Авиньон, за да се срещне с папа Йоан XXII в Жантий, неговият брат Едуард се разболява и умира внезапно на 4 ноември 1329 г. на 45 г. Епископът на Женева му съобщава, че Генералните щати на Савоя са постановили Аймон да наследи брат си, който има само една дъщеря, Жана. Аймон, който никога не е бил ръкополаган за свещеник, изоставя църковната служба и наследява Едуард. Скоро след възкачването си на трона създава постоянен върховен съд в Шамбери и утвърждава длъжността „канцлер“ като главен помощник на графа в държавните дела.

### Граф на Савоя
Племенницата му Жана претендира напразно за наследството на баща си Едуард Либерални. След като тя се омъжва за херцога на Бретан Жан III Добрия, той подкрепя претенциите ѝ към Савойското графство и, отхвърляйки предложенията на графа на Савоя Аймон, сключва военен договор с дофина на Виен Гиг VIII дьо ла Тур дю Пен, за да завладее графството. Генералните щати на Савоя, прилагайки Салическия закон, потвърждават Аймон като граф на Савоя, докато проблем в Дофине премахва перспективата за война. Спорът между Аймон и Жана продължава още няколко години и е разрешен през 1339 г., когато тя се отказва от претенциите си в замяна на 6000 ливри годишно, както е потвърдено в завещанието на Аймон.
Отношенията с Дофине са противоречиви, тъй като Гиг VIII винаги е готов да поиска земи и замъци за себе си. След като воюва три години срещу него, Гиг умира през 1333 г. и е постигнато примирие. Аймон, след като научава, че наследникът на Гиг VIII е неговият брат Хумберт II, барон на Фосини, който е в Кралство Неапол, решава да има примирие. Хумберт оценява това и през 1334 г. с посредничеството на краля на Франция Филип VI дьо Валоа е подписан мир. В онези години и графът на Женева Аймон III се съюзява с Аймон, признавайки себе си за васал на графа на Савоя.
След като враждебните действия между Франция и Англия се съживяват, Аймон се бие във Фландрия за французите в помощ на крал Филип срещу краля на Англия Едуард III в началото на Стогодишната война. През 1339 г. той изпраща войски под командването на братовчед си Лудвиг II Савойски-Во. След това, участвайки в отбраната на Турне, по време на английската обсада и бидейки назначен за мирен преговарящ между двамата монарси, Аймон успява през 1340 г. в Арас да установи 2-годишно примирие с Едуард III.

### Смърт
Аймон, след като овдовява през декември 1342 г., е поразен от внезапна тежка болест. На 11 юни 1343 г. пише завещанието си, в което моли да бъде погребан в Абатство Откомб и като напомня, че окончателно е разрешил, с печата на краля на Франция, проблема с наследството в Савойското графство, обявява за свои наследници тримата си законни деца – все още живите Бианка, Жан и Амадей. Аймон умира на 51-годишна възраст на 22 юни 1343 г. в Монмелиан. Днес са оцелели единствено надгробните плочи на графа, понеже по време на Френската революция абатството е окупирано от якобинците, които насилствено проникват в гробницата му и унищожават тленните му останки заедно с тези на други представители на Савойската династия.
Аймон е наследен от най-големия си син Амадей с името Амадей VI, на около 10 години, под регентството на братовчедите си Лудвиг II Савойски-Во и Амадей III Женевски, които управляват Савойското графство до пълнолетието му.

## Брак и потомство
∞ 1 май 1330 г. в Казале за Йоланда Палеологина (* юни 1318, Монкалво; † 24 декември 1342), господарка на Казела Чирио и Ланцо, дъщеря на Теодор I Палеолог, маркграф на Монферат и принц на Византия, и на съпругата му Арджентина Спинола, от която има трима сина и две дъщери:
- Бианка Мария Савойска (* ок. 1335, Шамбери, Савойско графство; † 31 декември 1387, Павия, Сеньория Милано), съвладетелка на Сеньория Милано; ∞ 1350 за Галеацо II Висконти (* 1320, † 1378), господар на Милано, от когото има един син и една или две дъщери.
- Амадей VI Савойски, „Зеленият граф“ (* 4 януари 1334, Замък на Шамбери, Савойско графство; † 1 март 1383, Замък на Санто Стефано, Кампобасо), 17-и граф на Савоя, на Аоста и на Мориен; ∞ 1355 в Париж за Бона дьо Бурбон (* 1341, † 19 януари 1402), дъщеря на херцог Пиер I дьо Бурбон и племенница на френския крал Филип VI, от която има двама сина и вероятно една дъщеря.
- Йоан Савойски (* септември 1338, † 1345)
- Катерина Савойска (* 1342, † пр. 11 юни 1343), не се споменава в завещанието на майка си[39] или на баща си[40][41]
- Лудвиг Савойски (*/† 24 януари 1342, Шамбери), майка му умира от раждането му

Освен това има няколко извънбрачни деца от неизвестни жени, всичките отгледани в двора:
- Хумберт Извънбрачни Савойски († 1374), господар на Арвияр, родоначалник на рода Савоя-Арвияр; ∞ за 1. Анриет дьо Арвияр, от която има двама сина и една дъщеря 2. Маргарита дьо Вийет-Шеврон[44]
- Огиер Извънбрачни Савойски († 1372), споменат в завещанието на баща си[45]; ∞ за 1. Жана дьо Мейра 2. за Бернар дьо Севен
- Йохан (Джовани) Извънбрачни Савойски († 1347), каноник на Катедралата на Лозана (1341), кантор на Катедралата на Женева (1342/1349), споменат в завещанието на баща си[45]
- Доната Извънбрачна Савойска († сл. 11 юни 1341), монахиня в Бонз в Бюже, спомената в завещанието на баща си[45]
- Амадей Извънбрачни Савойски († 1346), споменат в завещанието на баща си[45]
- Дъщеря Извънбрачна Савойска († пр. 15 февруари 1381), ∞ за Югонен дьо Люсенж, господар на Люсенж[44]
- Антон Извънбрачни Савойски († 1374), вероятен
- Мария Извънбрачна Савойска (неизв.), вероятна, сгодена 1335 за Андреа Буонкристиани от Пиза

### Първични източници
- Matthæi Parisiensis, Monachi Sancti Albani, Chronica Majorar, vol. V.
- Monumenta Germaniae Historica, Scriptores, Tomus XXIV.
- Matthæi Parisiensis, Monachi Sancti Albani, Chronica Majorar, vol. IV.
- Recueil des historiens des Gaules et de la France. Tome 20.
- Recueil des historiens des Gaules et de la France. Tome 21.
- Mémoires et documents publiés par la Société d'histoire et d'archéologie de Genève - tome 9
- Preuves de l'Histoire généalogique de la royale maison de Savoie, justifiée par titres, ..par Guichenon, Samuel
- Chartes du diocèse de Maurienne

### Историографска литература
- Histoire de Savoie, d'après les documents originaux,... par Victor ... Flour de Saint-Genis. Tome 1
- Histoire généalogique de la royale maison de Savoie, justifiée par titres, ..par Guichenon, Samuel
- Histoire de la Maison de Savoie
- Titres de la maison ducale de Bourbon
- Testamenti di sovrani e principi di Savoia
- Museo scientifico, letterario ed artistico:Beatrice Fieschi, pagg. 53 e 54
- Francesco Cognasso, AIMONE, conte di Savoia, в Dizionario biografico degli italiani, vol. 1, Roma, Istituto dell'Enciclopedia Italiana, 1960
- Marie José: Das Haus Sayoven, Pro Castellione, 1994.
- Bernard Demotz, Le comté de Savoie du XIe au XVe siècle: Pouvoir, château et État au Moyen Âge, Genève, Slatkine,‎ 2000. ISBN 2-05101-676

### Други
- de SAVOIE et de MAURIENNE 1060 – 1417 – AYMON de Savoie, Foundation for Medieval Genealogy. Посетено на 7 юли 2023 г.
- Savoy 2 – Aimone I, Genealogy. Посетено на 7 юли 2023 г.
- Dinastia dei Savoia: I Conti - I Duchi - I Re d'Italia, архивирано от оригинала на 18 април 2007 г.